# Clube de Jornalistas (RTP2)
Clube de Jornalistas foi um programa quinzenal televisivo de debate transmitido pela RTP2, com a duração de 50 minutos, as quintas feiras. O programa contava com a presença em estúdio de um "pivot" e três convidados que analisavam o tratamento dado pelos media nacionais e internacionais aos grandes acontecimentos. O título do programa derivava da maior associação portuguesa de jornalistas , o Clube de Jornalistas.
Este programa contava com a colaboração da Escola Superior de Comunicação Social de Lisboa.